# ماهیرو تاکاسوگی
ماهیرو تاکاسوگی (انگلیسی: Mahiro Takasugi؛ زادهٔ ۴ ژوئیهٔ ۱۹۹۶) بازیگر اهل ژاپن است. وی از سال ۲۰۰۹ میلادی تاکنون مشغول فعالیت بوده‌است.